# Palavra negativa
São palavras de sentido negativo, que expressam ideia de objeção, contrariedade ou negação.
Exemplos de palavras negativas: Não, nenhum, nada, jamais, nunca,
São usadas para;
- Dar sentido contrário ao que é dito

Ex.: Eu não falo grego.
Sei nada sobre a matéria para a prova de amanhã.
- Excluindo-se a palavra negativa não, a frase adquire um sentido exatamente oposto.

- Negar pedido, requisição, proposta, sugestão, oferta

Ex.: Obrigado, mas não desejo mais café.
Nunca mais viajo com Pedro, ele dirige muito mal.

## Dupla negação
Na lógica clássica, a negação de uma proposição negativa equivale a uma proposição positiva. Essa equivalência pode ser observada no raciocínio e na fala de todas as pessoas, desde crianças até adultos. Observe:
Diálogo
-- Não existe Papai Noel.
-- Mentira sua! Existe sim!
Negação de Proposição Negativa
[É mentira que [não exista Papai Noel]].
[Existe Papai Noel].
Entretanto, duplas negações são comuns em várias línguas do mundo, tais como as românicas:
- Francês: Je ne mange rien
- Espanhol: No como nada.
- Português: Não como nada.

uma característica da língua portuguesa no Brasil é a construção de proposições negativas com duas negações quando o verbo ocorre antes de um outro constituinte negativo. Observe abaixo:
[Na minha casa, ninguém atende o telefone].
[Na minha casa, nada é jogado fora].
[Na minha casa, não tem ninguém].
[Na minha casa, não consigo estudar nada].
.
Alguns segmentos da população do Brasil usam duas negações em uma mesma proposição sempre que um constituinte não verbal é negado. Esse uso carrega um estigma de baixa escolaridade, pobreza, infância ou adolescência rebelde. Veja dois exemplos:
[Na minha casa, ninguém | não atende o telefone].
[Na minha casa, nada | não é jogado fora].
Em francês, a norma exige negação analítica quando o verbo for usado antes de outro constituinte negativo:
[Chez moi, il n'y a personne].
[Chez moi, je n'étudie rien].
Em inglês, a norma não permite dupla negação. Mas, quando o verbo for usado antes de outro constituinte negativo, permite tanto negação sintética (no) quanto analítica (not... any).
Negação Sindética
[At home, there's no one].
[At home, I can study nothing].
Negação Analítica
[At home, there isn't any one].
[At home, I can't study anything].
Em japonês, a norma exige que a negação seja analítica quando se nega um constituinte não verbal (も... ない).
[家に、誰も|ない]。
[家に、何も勉強できない]。

## Lista de palavras e expressões negativas
- ainda não
- de modo algum
- de jeito nenhum
- de forma alguma
- em hipótese alguma
- já não
- jamais
- nada
- não
- nenhures
- nunca
- não... mais
- nem
- nem mesmo
- nem ao menos
- nem... sequer
- nenhum(a)
- ninguém
- nunca
- nunca mais
- quanto mais (no contexto de comparação)
- tão pouco
- não quero

O conhecimento das palavras negativas é de grande utilidade na colocação pronominal.